# InterCity Rapid
Az InterCityRapid (röviden: ICR) egy olyan vonattípus volt, amely két nagyváros között közlekedett, és legtöbbször csak a két végállomáson állt meg.

## Története
Az első InterCityRapid vonat 2001. június 10-én indult meg Budapest-Nyugati pályaudvar és Nyíregyháza között, a két állomás között a vonat csak Debrecenben állt meg. Ezek Baross Gábor és Kossuth Lajos néven közlekedtek. A 2003-as menetrend szerint ezek a vonatok a Budapest-Nyíregyháza közötti távot 2 óra 52 perc alatt tették meg, míg a normális InterCity vonatok ezt 3 óra 3 perc alatt. Ezeknek magasabb volt a komfort fokozata, mint a normál IC-knek, éppen ezért a jegy is többe került rájuk. Az 1. osztályon utazók ajándékitalt is kaptak. 2003. december 14-étől Miskolcra is járnak ezek a vonatok. 2004 decemberétől ezek a vonatok egyszerű csúcsidejű IC vonatokká lettek visszaminősítve, magasabb díjszabással, a Pécs felé közlekedő IC-k is ennek az ICR márkának a részei lettek. 2006 decemberében megszűnt Pécs felé ez a szolgáltatás. 2007-ben teljesen eltűntek ezek a vonatfajták, helyüket a sima InterCity vonatok vették át.

### Televonat
2018. szeptember 30-án Televonat néven hasonló kísérleti szolgáltatást indított a MÁV-START. A két Stadler FLIRT motorvonatból álló szerelvény vasárnap délutánonként Nyíregyházáról Budapest-Nyugati pályaudvarig közlekedik, és csak Debrecenben, Kőbánya-Kispesten és Zuglóban áll meg. A vonatot kedvezményes díjszabással lehet igénybe venni.
A 2019/20-as menetrendváltástól a Budapest–Szeged-vasútvonalon a vasárnap közlekedő Szent Gellért InterCity járatpárja helyett is Televonatok közlekednek. A szegedi televonatokat a 2020–21. évi menetrend 2. módosításával szüntették meg, 2021. június 13-án közlekedtek utoljára.
2021. szeptember 9-étől a Nyíregyházáról Budapestre közlekedő Televonat expresszvonatként közlekedik.

## Szerelvény
A járatokat az EuroCity vonatokon alkalmazott Apmz és Bpmz kocsikból állították ki egy-egy WRbumz sorozatú étkezőkocsival kiegészítve. A kocsik oldalán az InterCity felirat helyett InterCityRapid felirat volt olvasható. A kocsik néha átkerültek más járatokra is, így a felirat megtévesztő is lehetett.